# 전 (성씨)
전(全, 田, 錢)씨는 중국 및 한국의 성씨이다.

## 온전할 전 全

### 한국
2015년 대한민국 통계청 인구조사에서 559,110명으로 조사되어, 한국의 성씨 인구 순위 19위이다.
전씨의 도시조 전섭(全聶)은 백제의 개국공신이다. 전섭은 기원전 18년 고구려 동명왕의 셋째 아들 온조가 백제를 개국할 때 마려(馬藜), 오간(烏干), 을음(乙音), 해루(解婁), 흘간(屹干), 곽충(郭忠), 한세기(韓世奇), 범창(笵昌), 조성(趙成) 등 9사람과 함께 공을 세워 십제공신(十濟功臣)으로 환성군(歡城君)에 봉해졌다. 전씨(全氏)는 시조인 전섭으로부터 천안, 정선, 옥천, 나주, 전주, 용궁, 옥산, 죽산, 평강, 경주, 성주, 감천, 부여, 함창, 계림, 황간, 기장, 팔거 등 18본이 분관되었다. 전씨(全氏)는 백제 개국 공신인 환성군(歡城君) 전섭(全聶)을 시조로 하는 단일 계통 성씨이다. 그리고 전씨(全氏)는 백제 향토 성씨이다.

전(全)씨 종문

- 천안 전씨(天安全氏) 시조 전락(全樂)은 전섭(全聶)의 29세손이다. 고려 개국공신으로 삼사좌복야(三司左僕射)를 지냈으며, 천안부원군(天安府院君)에 봉해졌다. 천안 전씨는 조선시대 문과 급제자 4명을 배출하였다. 2015년 인구는 176,239명이다.

- 정선 전씨(旌善全氏) 시조 전선(全愃)은 전섭(全聶)의 8세손이다. 그는 백제의 대광공주(大光公主)를 배행하고 신라에 들어가, 신라 성덕왕(재위 702년∼737년) 때 전법판서(典法判書)를 지내고 정선군(旌善君)에 봉해졌다고 한다. 정선 전씨는 조선시대 문과 급제자 10명을 배출하였다. 2015년 인구는 166,965명이다.

- 옥천 전씨(沃川全氏) 시조 전학준(全學俊)은 전섭(全聶)의 23세손이다. 그는 영동정(領同正)을 역임했으며, 그의 5세손 전유(全侑)가 고려 때 밀직부사(密直副使), 판도판서(版圖判書), 상호군(上護軍) 등을 지내고 관성군(管城君)에 봉해졌다. 옥천 전씨는 조선시대 문과 급제자 6명을 배출하였다. 2015년 인구는 47,681명이다.

- 경산 전씨(慶山 全氏) 또는 옥산 전씨(玉山 全氏) 시조 전영령(全永齡)은 전섭(全聶)의 27세손이며, 고려 신종(神宗) 때 신호위대장군(神虎衛大將軍)으로 공(功)을 세워 옥산군(玉山君)에 봉해졌다고 한다. 전억령(全億齡)의 손자 전백영(全伯英)이 1371년(고려 공민왕 20년) 문과에 급제하여 1405년 지의정부사(知議政府事)에 이르렀다. 2015년 인구는 경산 전씨 23,923명, 옥산 전씨 13,113명이다.

- 죽산 전씨(竹山全氏) 시조 전한(全僩)은 전섭(全聶)의 28세손이다. 그는 고려 때 문과에 합격하여 고종 때 밀직부사(密直副使)되어 1231년(고종 18)에 몽골군이 침입했을 때 성신진(成新鎭)을 방어하여 공을 세웠다. 그리하여 좌리공신(佐理功臣)에 책록되었고, 죽산군(竹山君)에 봉해졌다. 2015년 인구는 10,757명이다.

- 용궁 전씨(龍宮全氏) 시조 전방숙(全邦淑)은 전섭(全聶)의 28세손이다. 그는 고려 충렬왕 때 한림학사(翰林學士)를 거쳐 문하시중평장사(門下侍中平章事)에 올랐으며, 용성부원군(龍城府院君)에 봉해졌다. 2015년 인구는 30,142명이다.

- 평강 전씨(平康全氏) 시조 전승(全勝)은 전섭(全聶)의 28세손이다. 그는 고려 때 시중을 지냈으며, 그의 아들 전빈(全賓)은 1371년(고려 공민왕 20년)에 문과에 합격하여 정언(正言), 숙천부사(肅川府使) 등을 역임하고 조선이 개국되자 간의대부(諫議大夫) 보문각대제학(寶文閣大提學)을 지내고 평강백(平康伯)에 봉해졌다. 2015년 인구는 3,467명이다.

- 나주 전씨(羅州全氏) 시조 전경(全卿)은 전섭(全聶)의 30세손이다. 그는 고려 충렬왕 때 국자좨주(國子祭酒)를 역임하고 1341년(충혜왕 복위 2년) 조적의 난에 공을 세워 나성(羅城)군에 봉해졌다. 2015년 인구는 3,288명이다.

- 완산 전씨(完山全氏) 시조 전집(全潗)은 전섭(全聶)의 30세손이다. 그는 1361년(고려 공민왕 10년) 중랑장(中郞將)으로 홍건적을 물리치는데 공을 세워 추충정난호성공신(推忠靖亂扈聖功臣)이 되었고, 완산백(完山伯)에 봉해졌다.[1] 2015년 인구는 전주 전씨 24,886명, 완산 전씨 1,753명이다.

전(全)씨의 인물로는  동학농민혁명 전봉준, 노동운동가 전태일, 대통령 전두환, 삼양식품 전중윤 회장, 소설가 전민희, 독립운동가 전덕기, 문화재 수집가 전형필, 가수 전영록, 배우    전도연, 정치인 전해철, 변호사 전원책, 군인 전인범, 전도봉, 방송인 전현무 등이 있다.

### 중국
취앤(全, quán)씨는 주나라 관직에서 나왔다. 다른 계통으로는 고대 중국에 서언왕의 서이족들이 전국(全国)에 살았는데 지명 이름을 성으로 하였다. 전국에서 서씨가 나왔으며 서복이 진나라 출신이라 중국에서는 영성으로 분류한다. (영성도 종류가 많아서 진나라에서 관적한 사람, 백성들도 영성으로 분류하는데, 그 가운데 주나라 희성 공족도 있고, 서이족도 있고, 백족도 있다.) 전국의 위치는 후대 제나라와 겹친다.

## 밭 전 田

### 한국
전(田)씨는 2015년 대한민국 통계청 인구조사에서 186,469명으로 조사되어, 한국 성씨 인구 45위이다. 본관은 담양(潭陽)·영광(靈光)·연안(延安)·남양(南陽)·우봉(牛峰) 등이 전하고 있으나 담양 전씨가 대본으로서 대다수를 차지한다.
- 영광 전씨(靈光 田氏) 시조 전종회(田宗會)는 고려 개국 공신이다. 전공지(田拱之)가 1014년(현종 5) 중추원부사(中樞院副使)로 치사하였다.[2] 이후 계대(系代)가 실전되어 첨사(諂事)를 지낸 전개(田漑)를 1세조로 한다. 2000년 인구는 560명이다.
- 담양 전씨(潭陽 田氏) 시조 전득시(田得時)는 고려시대 사람으로 전라도 담양(潭陽)에서 조상 대대로 살아온 향리의 아들이다. 그는 현량과(賢良科)로 천거되어 고려 의종 때 좌복야(左僕射), 참지정사(參知政事) 등을 역임하고 담양군(潭陽君)에 봉해졌다. 담양 전씨는 조선시대 문과 급제자 12명을 배출하였다.[3] 2015년 인구는 155,018명이다.
  - 연안 전씨(延安 田氏) 시조 전가식(田可植)은 담양 전씨 시조인 전득시(田得時)의 8세손이다. 그는 1339년(조선 정종 원년)에 문과에 급제하고 벼슬은 예조판서를 지냈으며 영의정에 추증되고 연안군에 봉해졌다. 2015년 인구는 8,130명이다.
  - 하음 전씨(河陰 田氏) 시조 전균(田畇)은 1447년(세종 29년) 동판내시부사(同判內侍府使)를 거쳐 1452년(문종 2년) 동지내시부사(同知內侍府使)가 되었고, 1453년(단종 1년) 계유정난(癸酉靖亂) 때 수양대군을 도와 공을 세워 수충위사협찬정난2등공신(輸追衛社協贊二等功臣)으로 책록되고 강천군(江川君)에 봉해졌다. 1455년(세조 1년) 세조가 왕위에 오르자 좌익2등공신(左翼二等功臣)에 책록되었으며, 이어 판내시부사(判內侍府使)에 승진, 하음군(河陰君)에 봉직되고 숭록대부(崇祿大夫)에 이르렀다. 2015년 인구는 1,854명이다.
- 남양 전씨(南陽 田氏) 시조 전주(田柱)는 고려 왕족 순흥군(順興君) 왕승(王昇)의 아들로 본래 이름은 왕강(王康)이었다. 조선 개국과 동시에 시작된 왕씨(王氏) 탄압에 따라 그는 공주목(公州牧)의 관노로 일신역(馹新驛)에 유배되었다가 1394년(태조 3)에 참사를 당하였다. 이 당시 왕씨는 종모성(從母姓)하라는 왕명에 따라 어머니 성을 따른 이가 많았고, 옥(玉), 전(全), 전(田) 등으로 성으로 변성되었다. 전주의 손자 전흥(田興)은 태종 이방원(李芳遠)의 하인이었으나, 그의 능력을 높이 사서 심복으로 삼았고, 1,2차 왕자의 난에서 이방원이 승리하는데 큰 역할을 하였다. 이 공을 인정받아 태종은 그에게 전흥이라는 사성명(賜姓名)과 정사좌명원종공신(定社佐命原從功臣)에 책록하였고, 판중추원사(判中樞院事)에 올라 남양전씨의 기틀이 되었다.[4] 남양은 경기도 화성시 남양읍 일대의 옛 지명이다. 역사 인물로는 전우치(田禹治)가 있다. 2015년 인구는 4,166명이다.

전(田)씨의 인물로는 정치인 전병헌, 전하진, 전여옥, 배우 전광렬, 피아니스트 윤한(본명 전윤한), 배우 하지원(본명 전해림), 가수 포미닛의 멤버 전지윤, 방탄소년단의 정국 등이 있다.

### 중국
중국의 티앤(田, tián)씨는 순임금(舜)임금의 후예로 강씨의 제나라를 찬탈하고 전제(田齊)를 설립한 중국 전국시대 제나라의 왕족이다. 사마천의 ‘사기’에 의하면, 주나라의 봉건국가 중에 진나라(陳)나라가 있었는데, 진완(陳完)이라는 공자가 왕실의 정쟁에 휘말려 제나라로 도주한 뒤 신분을 숨기고 살았다고 한다. 그의 원래 성은 규(嬀)이며 씨는 진(陳)이었다. 후에 제나라 왕으로부터 관직을 얻고 별호로 전을 쓰다가 진이라는 성을 전으로 바꾸었다고 전하고 있다.
이후 전씨들은 제나라에서 번성하며 8명의 왕을 배출했고 초한쟁패기와 한나라시대까지 번성하였다.
춘추전국시대
전양저 - 춘추시대의 장군
맹상군 - 전국 사군자 중 한명
전단 -  전국시대의 장군
손무 - 손자병법의 저자 , 전서의 손자
초한쟁패기
전담 - 제나라의 왕
전영 - 제나라의 왕
전횡 - 제나라의 왕
전안 - 제나라의 왕
한, 삼국시대
왕망 - 신나라의 황제, 전안의 6대손
전풍 - 후한말의 관료, 원소의 모사
전예 - 위나라의 신하

## 돈 전 錢

### 한국
전(錢)씨는 2015년 대한민국 통계청 인구조사에서 3,678명으로 조사되었다. 본관은 문경 3,018명, 문희 354명, 관산 201명, 개경 37명 등이다.
문경 전씨(聞慶 錢氏)의 시조 전유겸(錢惟謙)은 원나라에서 용도각직학사(龍圖閣直學士)를 지내다가 1351년(공민왕 1)에 노국대장공주(魯國大長公主)를 배행하고 고려에 들어와 평장사(平章事)가 되고 최영(崔瑩) 장군의 누이와 혼인하여 개성(開城)의 천장교(天章橋) 옆에 정착하였다고 한다. 그의 벼슬은 정당문학(政堂文學)에까지 이르렀다고 한다. 그는 1388년(우왕 14)에 이성계의 위화도 회군으로 최영 장군이 피살되고 고려가 망하자 이에 항거하다 관산(冠山, 지금 문경)에 유배되어 오령산(烏嶺山) 남쪽에 살면서 문경 전씨의 기틀을 만들었다고 한다.
전(錢)씨 인물로는 국회의원과 초대 사회부장관을 역임한 전진한(錢鎭漢), 배우 전인화(錢忍和)가 있다.

### 중국
전(錢)씨는 예전 중국 펑청(彭城：Péng chéng), 현재 장쑤성 쒸저우(徐州, Xúzhōu)에서 시작된 성씨이다.
중국 전(錢)씨는 초나라 성씨라고 한다. 조상은 축융으로 전한다. 전류 (오대)(錢鏐)의 자손들이 전(錢)은 돈을 뜻하고, 발음도 진(김)으로 중국에서는 비슷하여 전씨에서 진(김)으로 바뀌었다고 한다. 초나라 동/옥/권/성과 종씨이다. 중국 인물로는 영화 태극권에서 강천보를 연기한 배우 치앤쌰오하오(錢小豪 qián xiǎo háo)가 있다.

## 참고
- 중국에서 영성은 조씨 말고도 다른 계통이 있다. 봉씨, 공손씨(상앙)는 본래 주나라 희성인데 진나라에 관적하여 영성으로 분류되고, 서복은 제나라에서 진나라로 들어가 벼슬을 하여 영성으로 분류되고 있다. 그리고 진나라 유민, 장군 등도 영성으로 분류한다. 전국(全国) 전씨는 서이족이므로 굳이 구분하면 영성이다.
- 전국은 본래 제나라 지역이므로 강성 제후국과 규성 제후국을 거치게 된다.
- 비공식 야사에 의하면 한국 전(田), 전(全)씨에는 고려 개성 왕씨가 변성한 계통이 있다고 한다.
- 일본인들이 성에는 복성 뒤에 전(田)자가 들어가는 경우가 있는데 일본인이 한자를 사용하는 다른 나라에 귀화 할 때 앞자가 아닌 뒷자를 성으로 하는 경우가 있다고 한다.

## 같이 보기
- 全姓
- 田姓
- 錢姓